# 日本の野球場一覧
日本の野球場一覧（にっぽんのやきゅうじょういちらん、にほんのやきゅうじょういちらん）は、日本国内にある主な野球場の一覧である。
プロ野球やアマチュア野球（高校、大学、社会人など）の公式戦が行われる野球場が中心であるが、既に閉鎖・撤去され現存しない主要野球場についても挙げる。

## 日本プロ野球各球団の本拠地野球場
※球場名は都道府県や市町村の条例などによる正式な名称で挙げ、愛称や命名権取得による呼称をカッコ内に挙げる。

### 一軍の本拠地
| リーグ | 球場名                                          | 収容 人数 | 所在地               | 芝                       | 本拠地チーム                 | 開場年 | 使用 開始年 | 所有者                                            | 球場規模                                 |
| ------ | ----------------------------------------------- | --------- | -------------------- | ------------------------ | ---------------------------- | ------ | ----------- | ------------------------------------------------- | ---------------------------------------- |
| パ     | エスコンフィールドHOKKAIDO                      | 36,000    | 北海道北広島市       | 内野:人工芝、外野:天然芝 | 北海道日本ハムファイターズ   | 2023   | 2023        | 株式会社 ファイターズ スポーツ&エンターテイメント | 左翼 - 97m 中堅 - 121m 右翼 - 99m        |
| パ     | 宮城球場 （楽天モバイルパーク宮城）             | 31,272    | 宮城県仙台市宮城野区 | 天然芝                   | 東北楽天ゴールデンイーグルス | 1950   | 2005        | 宮城県                                            | 左翼 - 100.1m 中堅 - 122 m 右翼 - 100.1m |
| パ     | 西武ドーム （ベルーナドーム）                   | 31,552    | 埼玉県所沢市         | 人工芝                   | 埼玉西武ライオンズ           | 1979   | 1979        | 西武鉄道                                          | 左翼 - 100m 中堅 - 122m 右翼 - 100m      |
| パ     | 千葉マリンスタジアム （ZOZOマリンスタジアム）   | 29,635    | 千葉県千葉市美浜区   | 人工芝                   | 千葉ロッテマリーンズ         | 1990   | 1992        | 千葉市                                            | 左翼 - 99.5m 中堅 - 122m 右翼 - 99.5m    |
| セ     | 東京ドーム                                      | 46,000    | 東京都文京区         | 人工芝                   | 読売ジャイアンツ             | 1988   | 1988        | 株式会社東京ドーム                                | 左翼 - 100m 中堅 - 122m 右翼 - 100m      |
| セ     | 明治神宮野球場                                  | 30,969    | 東京都新宿区         | 人工芝                   | 東京ヤクルトスワローズ       | 1926   | 1964        | 明治神宮                                          | 左翼 - 97.5m 中堅 - 120m 右翼 - 97.5m    |
| セ     | 横浜スタジアム                                  | 34,046    | 神奈川県横浜市中区   | 人工芝                   | 横浜DeNAベイスターズ         | 1978   | 1978        | 横浜市および国                                    | 左翼 - 94.2m 中堅 - 117.7m 右翼 - 94.2m  |
| セ     | ナゴヤドーム （バンテリンドーム ナゴヤ）        | 36,412    | 愛知県名古屋市東区   | 人工芝                   | 中日ドラゴンズ               | 1997   | 1997        | 株式会社ナゴヤドーム                              | 左翼 - 100m 中堅 - 122m 右翼 - 100m      |
| パ     | 大阪ドーム （京セラドーム大阪）                 | 36,220    | 大阪府大阪市西区     | 人工芝                   | オリックス・バファローズ     | 1997   | 2005        | オリックスグループ                                | 左翼 - 100m 中堅 - 122m 右翼 - 100m      |
| セ     | 阪神甲子園球場                                  | 43,508    | 兵庫県西宮市         | 天然芝                   | 阪神タイガース               | 1924   | 1936        | 阪神電気鉄道                                      | 左翼 - 95m 中堅 - 118m 右翼 - 95m        |
| セ     | 広島市民球場 （MAZDA Zoom-Zoom スタジアム広島） | 33,000    | 広島県広島市南区     | 天然芝                   | 広島東洋カープ               | 2009   | 2009        | 広島市                                            | 左翼 - 101m 中堅 - 122m 右翼 - 100m      |
| パ     | 福岡ドーム （みずほPayPayドーム福岡）           | 40,000    | 福岡県福岡市中央区   | 人工芝                   | 福岡ソフトバンクホークス     | 1993   | 1993        | 福岡ソフトバンクホークス                          | 左翼 - 100m 中堅 - 122m 右翼 - 100m      |

※本拠地球団は宮城球場、西武ドームでは3塁側、それ以外の球場では1塁側ベンチを使用する（ただし、本拠地球団以外同士の試合の場合はこの限りではない）。

### 二軍の本拠地

#### イースタン・リーグ
- 東北楽天ゴールデンイーグルス - 楽天イーグルス泉練習場（森林どりスタジアム泉、宮城県・仙台市泉区）
- オイシックス新潟アルビレックス・ベースボール・クラブ - 新潟県立野球場（HARD OFF ECOスタジアム新潟、新潟県・新潟市中央区）
- 埼玉西武ライオンズ - 西武第二球場（CAR3219フィールド、埼玉県・所沢市）
- 千葉ロッテマリーンズ - ロッテ浦和球場（埼玉県・さいたま市南区）
- 東京ヤクルトスワローズ - ヤクルト戸田球場（埼玉県・戸田市）
- 北海道日本ハムファイターズ - ファイターズ鎌ケ谷スタジアム（千葉県・鎌ケ谷市）
- 読売ジャイアンツ - ジャイアンツタウンスタジアム（東京都・稲城市）
- 横浜DeNAベイスターズ - 横須賀スタジアム（神奈川県・横須賀市）

#### ウエスタン・リーグ
- くふうハヤテベンチャーズ静岡 - 静岡市清水庵原球場（ちゅ〜るスタジアム清水、静岡県・静岡市清水区）
- 中日ドラゴンズ - ナゴヤ球場（愛知県・名古屋市中川区）
- オリックス・バファローズ - 舞洲バファローズスタジアム（杉本商事バファローズスタジアム舞洲、大阪府・大阪市此花区）
- 阪神タイガース - 日鉄鋼板SGLスタジアム尼崎（兵庫県・尼崎市）
- 広島東洋カープ - 広島東洋カープ由宇練習場（山口県・岩国市）
- 福岡ソフトバンクホークス - HAWKSベースボールパーク筑後（タマホーム スタジアム筑後、福岡県・筑後市）

### 独立リーグの本拠地

#### 北海道ベースボールリーグ
北海道ベースボールリーグ2球団の主な開催球場は下記の通り。
- 富良野ブルーリッジ - 富良野市民球場（北海道・富良野市）[10][注釈 1]
- 旭川ビースターズ - あいべつ球場（北海道・愛別町）[注釈 2][注釈 3]

#### 北海道フロンティアリーグ
北海道フロンティアリーグ4球団の本拠地は下記の通り。
- 美唄ブラックダイヤモンズ - 美唄市営野球場（北海道・美唄市）[11]
- KAMIKAWA・士別サムライブレイズ - 士別市ふどう野球場（北海道・士別市）[10]
- 石狩レッドフェニックス - 青葉公園野球場（北海道・石狩市）[10]
- 別海パイロットスピリッツ - 別海町営野球場[12]

#### ベースボール・チャレンジ・リーグ
ベースボール・チャレンジ・リーグ（ルートインBCリーグ）は発足当時、特定の本拠地球場を設けず、各チームは各県内の主要都市を巡回して試合を開催することをリーグの方針としていた。しかし、2014年以降は群馬と埼玉（2019年までは武蔵）が特定球場を本拠地に定めている。以下、その2球団については本拠地、他のチームについては主たる開催球場を下記に挙げる。
- 福島レッドホープス - 須賀川市牡丹台野球場（福島県・須賀川市）
- 茨城アストロプラネッツ - 牛久運動公園野球場（茨城県・牛久市）[注釈 4]
- 栃木ゴールデンブレーブス - 小山運動公園野球場（栃木県・小山市）
- 埼玉武蔵ヒートベアーズ - 熊谷さくら運動公園野球場（埼玉県・熊谷市）※本拠地
- 神奈川フューチャードリームス - 平塚球場（バッティングパレス相石スタジアムひらつか、神奈川県・平塚市）
- 群馬ダイヤモンドペガサス - 高崎市城南野球場（群馬県・高崎市）※本拠地
- 信濃グランセローズ - 長野県営野球場[注釈 5]（長野県・長野市）
- 山梨ファイアーウィンズ - 山梨県小瀬スポーツ公園野球場（山日YBS球場）

#### 日本海リーグ
日本海リーグ2球団の主な開催球場は以下の通り（「本拠地」としての発表はない）。
- 富山GRNサンダーバーズ - 県営富山野球場（富山県・富山市）[注釈 2][注釈 6]
- 石川ミリオンスターズ - 金沢市民球場（石川県・金沢市）[注釈 2]

#### 関西独立リーグ
関西独立リーグ5球団の本拠地は下記の通り。
- 和歌山ウェイブス - 田辺スポーツパーク野球場（和歌山県・田辺市）、上富田スポーツセンター野球場（和歌山県・西牟婁郡上富田町）
- 大阪ゼロロクブルズ - 花園中央公園野球場（花園セントラルスタジアム、大阪府・東大阪市）
- 堺シュライクス - 原池公園野球場（くら寿司スタジアム堺、大阪府・堺市）
- 兵庫ブレイバーズ - 城山公園野球場（神姫バスキッピースタジアム、兵庫県・三田市）
- 姫路イーグレッターズ  - 姫路市立姫路球場（兵庫県・姫路市）

#### 四国アイランドリーグplus
四国アイランドリーグplusの本拠地は下記の通り。
- 香川オリーブガイナーズ - 香川県営野球場（レクザムスタジアム、香川県・高松市）
- 徳島インディゴソックス - 徳島県営蔵本球場（むつみスタジアム、徳島県・徳島市）
- 高知ファイティングドッグス - 高知市野球場（日本トーター野球場、高知県・高知市）
- 愛媛マンダリンパイレーツ - 松山中央公園野球場（坊っちゃんスタジアム、愛媛県・松山市）

#### 九州アジアリーグ
九州アジアリーグの本拠地は下記の通り
- 大分B-リングス - 大洲総合運動公園硬式野球場（別大興産スタジアム、大分県・大分市）
- 火の国サラマンダーズ - 藤崎台県営野球場（リプワーク藤崎台球場、熊本県・熊本市）

なお、北九州下関フェニックスは当面特定の本拠地球場を設けない予定。2023年加入の宮崎サンシャインズも本拠地を明言せず、2023年度は西都原運動公園野球場、2024年度は小林総合運動公園野球場が最多開催であった。

## 日本プロ野球の本拠地球場の変遷
※フランチャイズ制が導入された1952年以降の変遷を挙げる。

### セントラル・リーグ
- 読売ジャイアンツ - 後楽園球場（1952年〜1987年）→東京ドーム（1988年〜）
- 東京ヤクルトスワローズ - 後楽園球場（1952年〜1963年）→明治神宮野球場（1964年〜）
- 横浜DeNAベイスターズ - 下関球場（1952年）→大阪球場（1953年〜1954年）→川崎球場（1955年〜1977年）→横浜スタジアム（1978年〜）
- 中日ドラゴンズ - ナゴヤ球場（1952年〜1996年、※1）→ナゴヤドーム（1997年〜）
- 阪神タイガース - 阪神甲子園球場（1952年〜、※2）
- 広島東洋カープ - 広島県総合グランド野球場（1952年〜1957年途）→広島市民球場 (初代)（1957年途〜2008年）→広島市民球場（2代目）（2009年〜）

### パシフィック・リーグ
- 北海道日本ハムファイターズ - 後楽園球場（1952年〜1953年途）→駒澤野球場（1953年途〜1961年）→明治神宮野球場（1962年〜1963年）→後楽園球場（1964年〜1987年）→東京ドーム（1988年〜2003年）→札幌ドーム（2004年〜2022年）→エスコンフィールドHOKKAIDO（2023年〜）
- 東北楽天ゴールデンイーグルス - 宮城球場（2005年〜）
- 埼玉西武ライオンズ - 平和台野球場（1952年〜1978年）→西武ドーム（1979年〜、※3）
- 千葉ロッテマリーンズ - 後楽園球場（1952年〜1962年途）→東京スタジアム（1962年途〜1972年）→宮城球場（1973年〜1977年、※4）→川崎球場（1978年〜1991年）→千葉マリンスタジアム（1992年〜）
- オリックス・バファローズ - 阪急西宮球場（1952年〜1990年）→神戸総合運動公園野球場（1991年〜2004年）→大阪ドーム（2005年）→神戸総合運動公園野球場（2006年）→大阪ドーム（2007年〜）
- 福岡ソフトバンクホークス - 大阪球場（1952年〜1988年）→平和台野球場（1989年〜1992年）→福岡ドーム（1993年〜）

### 現存しない球団
- 松竹ロビンス - 衣笠球場（1952年）
- 高橋ユニオンズ - 川崎球場（1954年〜1956年）
- 大映ユニオンズ - 後楽園球場（1952年〜1957年）
- 大阪近鉄バファローズ - 大阪球場（1952年〜1957年、※5）→日本生命球場（1958年〜1983年、※5）→藤井寺球場（1984年〜1996年）→大阪ドーム（1997年〜2004年）

（脚注）
※1 開場から1975年までは「中日スタヂアム」
※2 開場から1964年までは「甲子園球場」
※3 開場から1997年までは「西武ライオンズ球場」（完全ドーム化は1999年）
※4 1973年は保護地域が東京都のままであったため準本拠地扱い
※5 野球協約上の本拠地は藤井寺球場

## その他全国の主な野球場
※前記各リーグの本拠地球場として記載のあるもの以外。
※カッコ内は愛称もしくは命名権取得による呼称。

### 北海道
- 札幌ドーム
- 札幌市円山球場
- 札幌市麻生球場
- 札幌スタジアム
- 北海道立野幌総合運動公園硬式野球場
- 江別市飛鳥山公園野球場
- 千歳市民球場
- 恵庭市恵み野公園野球場
- 北広島市大曲球場
- 当別町若葉球場
- 岩見沢市野球場
- あさぎり公園野球場
- 夕張市平和運動公園野球場（サングリンスタジアム）
- 三笠市営野球場
- 砂川市営球場
- 滝川市営球場
- 深川市民球場
- 栗山町民球場
- 栗山公園球場
- 栗の樹ファーム
- 由仁町伏見台公園野球場
- 新十津川町ふるさと公園ピンネスタジアム
- 月形町野球場
- 浦臼町ふるさと運動公園野球場
- 北竜町営野球場
- 小樽桜ヶ丘球場
- 倶知安町営球場
- 余市町営球場
- 共和町野球場
- 岩内町営野球場
- 黒松内町営野球場 (ブナスタジアム)
- 苫小牧市営緑ヶ丘野球場（とましんスタジアム）
- 新日鉄住金球場
- 中島公園野球場
- 伊達市館山野球場
- むかわ町営田浦球場
- 穂別町営球場
- 浦河町潮見ヶ丘球場
- 千代台公園野球場（オーシャンスタジアム）
- 函館市西桔梗野球場
- 函館市南茅部運動広場野球場
- 八雲運動公園野球場
- 木古内町鷹鳥野球場
- 松前町民野球場
- 江差町民野球場 (うみ街信金ボールパーク)
- 花咲スポーツ公園硬式野球場（スタルヒン球場）
- 東光スポーツ公園軟式野球場（旭川ドリームスタジアム）
- 名寄市営球場
- 鷹栖町民球場
- 芦別市民球場
- ぴっぷ球場
- 上富良野町富原野球場
- 和寒町町営球場
- 剣淵ひらなみ球場
- 下川町営野球場
- 留萌市浜中球場
- 稚内市大沼球場
- 幌延町総合スポーツ公園野球場
- 浜頓別町営野球場
- 中頓別町営野球場
- オホーツク紋別球場
- 利尻富士町営野球場
- 東陵公園野球場
- 北見市端野町営球場
- 網走市営球場
- 大空町女満別野球場
- 美幌町営柏ヶ丘公園野球場
- 置戸町営球場
- えんがる球場
- 丸瀬布町スポーツ公園野球場
- 生田原町営球場
- 上湧別町営球場
- 雄武町営野球場
- 斜里町営野球場
- 小清水町営野球場
- 帯広の森野球場
- 幕別町運動公園野球場
- 大樹町中央運動公園野球場
- 足寄町営球場
- 本別町南野球場
- 釧路市民球場（ウインドヒルひがし北海道スタジアム）
- 釧路市富士見球場
- 鶴居村営野球場
- 根室市営球場
- 中標津町営野球場
- 標津町営野球場
- 羅臼町営球場

### 東北地方

#### 青森県
- 青森県営野球場
- 青森市営野球場（合浦公園スタジアム）
- 青森市浪岡野球場
- 長根野球場
- 八戸東野球場
- 弘前市運動公園野球場（はるか夢球場）
- 六戸町総合運動公園野球場（メイプルスタジアム）
- あじゃら公園大鰐スタジアム
- 十和田市営球場
- 黒石運動公園野球場
- 平川市尾上野球場（楽天イーグルス尾上スタジアム）
- 五所川原市営球場
- 三沢市民運動広場野球場（楽天イーグルスボールパークみさわ）
- むつ運動公園野球場

#### 岩手県
- 岩手県営野球場
- 盛岡市営野球場
- いわて盛岡ボールパーク（きたぎんボールパーク）
- 大船渡市営球場
- 高田松原運動公園第一野球場 (楽天イーグルス奇跡の一本松球場)
- 一戸町総合運動公園野球場
- 八幡平市総合運動公園野球場
- 雫石町総合運動公園野球場
- 滝沢総合公園野球場
- 岩泉球場（楽天イーグルス岩泉球場）
- 紫波町総合運動公園野球場
- 花巻球場
- 森山総合公園野球場
- 一関運動公園野球場
- 一関市唐梅館総合公園東山球場
- 一関市東台野球場
- 野田村総合運動公園野球場（ライジングサンスタジアム）
- 釜石市平田公園野球場
- 住田町運動公園野球場
- 久慈市営野球場
- 軽米町営野球場（ハートフル球場）
- オーシャン・ビュー・スタジアム
- 普代村営北緯40度運動公園野球場
- 渋民運動公園野球場
- 北上市民江釣子野球場
- 二戸市営大平球場
- 大東野球場
- 前沢いきいきスポーツランド球場（前沢野球場）
- 花泉運動公園野球場
- 田老野球場
- 岩手町野球場

#### 秋田県
- 秋田県立野球場（こまちスタジアム）
- 秋田市八橋運動公園硬式野球場（さきがけ八橋球場）
- 秋田大学野球場
- 大館樹海ドーム（ニプロハチ公ドーム）
- 能代球場（山田久志サブマリンスタジアム）
- 八郎潟町中羽立公園野球場（弁天球場）
- 三種町スカルパ野球場
- 由利本荘市本荘由利総合運動公園野球場
- 由利本荘市鳥海球場
- 大仙市サン・スポーツランド協和野球場
- 大仙市営太田球場
- 大仙市営仙北球場
- 大仙市営大曲球場（楽天イーグルス大曲の花火球場）
- 大仙市営八乙女球場
- 横手市赤坂総合公園野球場（グリーンスタジアムよこて）
- 横手市平鹿野球場
- 横手市大森野球場
- 横手市大雄運動公園野球場（スタジアム大雄）
- 仙北市落合運動公園落合野球場
- 湯沢市稲川野球場（楽天イーグルス稲川スタジアム）
- 鹿角市立城山野球場
- 鹿角市立毛馬内運動公園野球場

#### 山形県
- 山形県野球場（ヤマリョースタジアム山形）
- 山形市総合スポーツセンター野球場（きらやかスタジアム）
- 新庄市民球場
- 天童市スポーツセンター野球場
- 米沢市営野球場（皆川球場）
- 南陽市向山球場
- 高畠町野球場
- 酒田市光が丘野球場
- 鶴岡市小真木原野球場（鶴岡ドリームスタジアム）

#### 宮城県
- 仙台市民球場
- 宮城広瀬球場
- 仙台市屋内グラウンド（シェルコムせんだい）
- 東北福祉大学野球場
- 石巻市民球場
- 大崎市鹿島台中央野球場
- 平成の森しおかぜ球場
- 蔵王球場（楽天イーグルス蔵王球場）
- 評定河原球場
- 栗駒球場（山崎武司球場）
- 岩沼海浜緑地野球場
- 名取市民球場
- 南郷球場（楽天イーグルス南郷球場）
- 涌谷スタジアム
- 利府町中央公園野球場（楽天イーグルス利府球場）
- 柴田球場
- 鷹来の森運動公園
- 岩出山野球場
- 諏訪球場
- 松山野球場
- 石越総合運動公園野球場
- 吉田野球場
- 三本木野球場
- 栗原市金成野球場
- 七北田公園野球場
- 河南中央公園野球場
- 築館野球場
- 大衡村西部球場（楽天イーグルス大衡球場）
- 桃生野球場
- 陶芸の里スポーツ公園野球場
- 登米市中田球場
- 追波川河川運動公園野球場
- 石巻市にっこりサンパーク 野球場
- 多賀城公園野球場
- 加瀬沼公園野球場
- 角田市野球場
- 亘理公園野球場
- 牛橋公園野球場（楽天イーグルス牛橋公園野球場）
- 清水沢公園グラウンド
- 松島総合運動公園野球場
- 七ヶ浜町営野球場

#### 福島県
- あづま球場
- いわきグリーンスタジアム
- 信夫ヶ丘球場
- 郡山総合運動場開成山野球場（ヨーク開成山スタジアム）
- ほばら大泉球場
- 南相馬市野球場
- みちのく鹿島球場
- 楢葉町総合運動場野球場（SOSO．Rならはスタジアム）
- 平野球場
- 小名浜野球場
- 南部スタジアム
- いわせグリーン球場
- しらさわグリーンパーク
- 南会津球場
- 牡丹台球場
- 小野あぶくま球場
- 泉崎さつき公園野球場
- しらさかの森スポーツ公園野球場
- 天狗山球場
- あいづ球場
- 鶴沼球場
- さゆり公園野球場（福島レッドホープス西会津球場）
- 押切川公園野球場
- いいたてスポーツ公園野球場

### 関東地方

#### 茨城県
- 堀原運動公園野球場
- 水戸市民球場（ノーブルホームスタジアム水戸）
- 日立市民球場
- ひたちなか市民球場
- 笠間市総合公園市民球場
- 日立会瀬球場
- 高萩市民球場
- 桜川総合運動公園野球場
- 常総市水海道球場
- 岩井球場
- 古河市民球場
- 鹿窪運動公園野球場
- 鉾田市総合公園野球場
- 光と風の丘公園球場
- 神栖海浜球場
- 土浦市営球場（J:COMスタジアム土浦）
- 龍ケ崎市野球場たつのこスタジアム（TOKIWAスタジアム龍ケ崎）
- 石下球場
- 柳原球場
- 砂沼球場

#### 栃木県
- 宇都宮清原球場
- 栃木県総合運動公園野球場（エイジェックスタジアム）
- 足利市総合運動場硬式野球場（ジェットブラックフラワーズスタジアム）
- 宇都宮市宮原運動公園野球場
- 栃木市総合運動公園野球場（とちぎ木の花スタジアム）
- 那須烏山市緑地運動公園野球場
- 佐野市運動公園野球場（エイジェック佐野野球場）
- 鹿沼運動公園野球場（キョクトウベリースタジアム）
- 御殿山公園野球場
- 益子町北公園野球場
- 真岡市東運動場（真岡東球場）
- 矢板運動公園野球場
- 塩谷町営野球場
- 日光市所野野球場
- 今市運動公園野球場
- 那須町中央運動公園野球場
- さくら市運動公園野球場
- 丸山球場
- くろいそ運動公園野球場
- 高根沢総合運動公園野球場
- 栃木市大平運動公園さくら球場（エイジェックさくら球場）

#### 群馬県
- 群馬県立敷島公園野球場（上毛新聞敷島公園野球場）
- 前橋市民球場（グレースイン前橋市民球場）
- 高崎市城南野球場
- 桐生球場（小倉クラッチ・スタジアム）
- 太田市運動公園野球場
- 伊勢崎市野球場
- いずみ総合公園町民野球場
- 西毛運動公園野球場
- 城沼野球場
- 藤岡球場
- あずまスタジアム
- 富岡市野球場
- 大胡町総合運動公園野球場
- 渋川市総合公園野球場

#### 埼玉県
- 埼玉県営大宮公園野球場
- 川越市営初雁公園野球場（川越初雁球場）
- さいたま市営浦和球場
- さいたま市営大宮球場（レジデンシャルスタジアム大宮）
- さいたま市岩槻川通公園野球場（やまぶきスタジアム）
- 岩槻城址公園野球場
- 所沢航空記念公園野球場
- 戸田市北部公園野球場
- 東松山球場
- 朝霞中央公園野球場（朝霞市営球場）
- 北朝霞公園野球場
- 飯能市民球場
- 上谷総合公園野球場（フラワースタジアム）
- 上尾市民球場（UDトラックス上尾スタジアム）
- 本庄総合公園市民球場（ケイアイスタジアム）
- 春日部市牛島野球場（春日部牛島球場）
- 大沼運動公園野球場
- 川口市営球場
- 平成国際大学野球場
- 幸手市ひばりが丘球場
- 庄和球場
- 北本総合公園野球場（ヒートベアーズ北本スタジアム）
- 越谷市民球場
- 新座市総合運動公園野球場（新座市営球場）
- 加須市民運動公園野球場（加須きずなスタジアム）

#### 千葉県
- 千葉県野球場（県営天台球場）
- 県立柏の葉公園野球場
- NTT東日本船橋グラウンド
- 日本製鉄君津球場
- 習志野市秋津球場
- ふれあい坂田池公園野球場
- 青葉の森スポーツプラザ野球場
- 長嶋茂雄記念岩名球場
- 鴨川市営球場
- 八千代総合運動公園野球場
- 成田市営大谷津球場
- 市原臨海球場（ゼットエー・ボールパーク）
- 袖ケ浦市営球場
- 船橋市民球場（船橋市運動公園野球場）
- 長生の森公園野球場
- 国府台スタジアム
- 南房総市千倉総合運動公園野球場
- 大栄野球場（ナスパ・スタジアム）
- 浦安市運動公園野球場
- JR東日本野球部柏野球場

#### 東京都
- 多摩川緑地広場硬式野球場（旧巨人軍多摩川グラウンド）
- 駒沢オリンピック公園総合運動場硬式野球場
- 明治神宮第二球場
- 大田スタジアム
- 江戸川区球場
- 府中市民球場
- 明治大学内海・島岡ボールパーク
- 安部磯雄記念野球場
- 立川市立川公園野球場（コトブキヤスタジアム）
- 多摩市一本杉公園野球場
- 八王子市民球場（スリーボンドスタジアム八王子）
- 上柚木公園野球場
- 福生野球場
- 昭島市民球場（S&D昭島スタジアム）
- 青梅スタジアム
- あきる野市民球場
- 上仲原公園野球場
- 小野路球場
- 南原スポーツ公園野球場

#### 神奈川県
- 神奈川県立保土ヶ谷公園硬式野球場（サーティーフォー保土ヶ谷球場）
- 大和スタジアム（ドカベンスタジアム）
- 川崎市等々力球場
- 川崎市多摩川丸子橋硬式野球場（旧日本ハム球団多摩川グランド）
- 日本体育大学健志台野球場
- 京浜急行武山球場
- 藤沢市八部野球場
- 茅ヶ崎公園野球場
- 相模原市立相模原球場（サーティーフォー相模原球場）
- 相模原市横山公園野球場
- 海老名運動公園野球場
- 厚木市営玉川野球場
- 伊勢原球場 (いせはらサンシャイン・スタジアム)
- 秦野市カルチャーパーク野球場 (中栄信金スタジアム秦野)
- 上府中公園小田原球場
- 中井町中央公園野球場（星槎中井スタジアム）
- 愛川町田代球場
- 俣野公園野球場 (俣野公園・横浜薬大スタジアム)
- 南足柄球場
- 佐原2丁目公園硬式野球場
- 御幸公園球場

#### 山梨県
- 山梨県立飯田野球場
- 甲府市緑が丘スポーツ公園野球場
- 都留市営楽山球場
- 山梨県富士北麓公園野球場
- 櫛形総合公園野球場（南アルプスジットスタジアム）
- 桂川野球場
- 釜無川河川緑地野球場
- アルカディア南部総合公園野球場
- 北杜市長坂総合スポーツ公園野球場

### 東海地方

#### 岐阜県
- 長良川球場
- 岐阜市民球場
- 岐阜市八ツ草球場
- 岐阜ファミリーパーク野球場
- 輪之内アポロンスタジアム
- 大垣市北公園野球場
- 土岐市総合公園野球場
- 多治見市営球場
- 各務原市民球場
- 飛鳥球場
- 中津川公園野球場（夜明け前スタジアム）
- 河上薬品スタジアム(関市民球場)
- 美濃加茂市営前平公園野球場
- 高山市中山公園野球場
- 飛騨市サン・スポーツランドふるかわ野球場
- 郡上市合併記念公園市民球場
- 大野町レインボースタジアム
- 可児市運動公園スタジアム（KYBスタジアム）
- 糸貫川スタジアムhttps://www.city.motosu.lg.jp/0000001124.html

#### 静岡県
- 静岡県草薙総合運動場硬式野球場（静岡草薙球場、澤村 - ベーブ・ルース Memorial Stadium）
- 浜松球場
- 静岡県営愛鷹球場
- 伊東市営かどの球場
- 沼津市営球場
- 富士総合運動公園野球場
- 新富士球場
- 静岡市西ヶ谷総合運動場野球場
- 静岡市清水庵原球場　(ちゅ〜るスタジアム清水)
- 焼津市総合グラウンド野球場
- 島田球場
- 掛川市営球場
- 磐田城山球場
- 浜北球場
- 御前崎市浜岡総合運動場野球場
- 熱海市営野球場
- 志太スタジアム

#### 愛知県
- 豊橋市民球場
- 熱田神宮公園野球場（熱田愛知時計120スタジアム）
- 名古屋市瑞穂公園野球場（パロマ瑞穂野球場）
- 平島公園野球場（一宮市営球場）
- 豊田市運動公園野球場（豊田球場）
- 岡崎市民球場
- 刈谷球場
- 半田市営半田球場
- 阿久比町立阿久比スポーツ村野球場
- 春日井市民球場
- 津島市営球場
- 蒲郡球場
- 小牧市総合運動場野球場
- 瀬戸市民球場
- 稲沢市民球場
- 大府市民球場
- 毘森公園野球場
- 日進総合運動公園野球場
- 衣浦臨海公園野球場
- 森林公園野球場
- 武豊町運動公園
- 豊川市野球場

#### 三重県
- 津球場公園内野球場
- 四日市市営霞ヶ浦第一野球場
- 三重県営松阪野球場
- 松阪公園グラウンド（CHIKKIDOUANモーモースタジアム）
- 伊勢市倉田山公園野球場（ダイムスタジアム伊勢）
- 伊勢市大仏山公園スポーツセンター
- 鳥羽中央公園野球場
- 熊野市山崎運動公園くまのスタジアム
- 志摩市磯部ふれあい公園多目的広場
- 上野運動公園野球場
- 西野公園野球場
- 石垣池公園野球場
- メイハンスタジアム（名張市民野球場）

### 北信越地方

#### 長野県
- 長野オリンピックスタジアム
- 飯山市営球場
- 中野市営野球場
- 中野市営豊田野球場
- 須坂市野球場
- 長野県営上田野球場
- 上田城跡公園野球場（上田市営球場）
- 上田市営染屋台野球場
- 大栄小諸球場
- 小諸市営野球場
- 佐久運動公園野球場
- 御代田町町営雪窓公園球場
- 松本市野球場
- 松本四賀球場
- 塩尻市営球場
- 大町市運動公園野球場
- 松川村スポーツ施設運動公園野球場
- 坂北村やすらぎスポーツ広場野球場
- 諏訪湖スタジアム（しんきん諏訪湖スタジアム）
- 下諏訪町営野球場
- 岡谷市営岡谷野球場
- 茅野市野球場
- 伊那スタジアム
- 伊那市営野球場
- 大芝高原公園野球場
- 辰野町営荒神山野球場
- 飯島町田切野球場
- 駒ヶ根市南割公園アルプス球場
- 木曽福島野球場
- 綿半飯田野球場
- 飯田市営今宮球場
- 宮田球場

#### 新潟県
- 鳥屋野運動公園野球場
- 新潟市新津金屋運動広場野球場
- 白根野球場
- 新潟市みどりと森の運動公園野球場
- 新潟市城山運動公園野球場
- 神林球場
- 村上市荒川球場
- 新発田市五十公野公園野球場
- 五泉市営野球場
- 三条市民球場（三条パール金属スタジアム）
- 見附運動公園野球場
- 長岡市悠久山野球場
- 長岡市越路河川公園野球場
- 大原運動公園野球場（ベーマガSTADIUM）
- 広神野球場
- 十日町市笹山野球場
- 柏崎市佐藤池野球場
- 上越市高田城址公園野球場
- 糸魚川市美山球場
- サン・スポーツランド畑野野球場

#### 富山県
- 富山市民球場アルペンスタジアム
- 大沢野総合運動公園野球場
- 滑川運動公園（本丸野球場、堀江野球場、有金野球場）
- 魚津市桃山運動公園野球場
- 黒部市宮野運動公園野球場
- 立山町総合公園野球場
- 上市丸山総合公園野球場
- 県営新港野球場
- 歌の森運動公園野球場
- 高岡西部総合公園野球場（ボールパーク高岡）
- 高岡市営城光寺野球場
- 砺波市野球場（となみチューリップスタジアム）
- 南砺市城南スタジアム
- 小矢部野球場
- 氷見運動公園野球場

#### 石川県
- 石川県立野球場
- こまつドーム（ゆめたまご）
- 小松運動公園末広野球場（弁慶スタジアム）
- 羽咋運動公園野球場
- 安原スポーツ公園野球場
- 志賀町野球場
- 七尾城山野球場
- 加賀市中央公園野球場
- 珠洲市営野球場
- 輪島市営野球場
- 能美市寺井野球場

#### 福井県
- 福井県営野球場
- 福井市スポーツ公園野球場（福井フェニックススタジアム、
- 福井県美浜町民総合運動公園野球場
- 敦賀市総合運動公園野球場
- おおい町総合公園野球場
- 坂井市三国運動公園野球場
- 越前市丹南総合公園野球場

### 近畿地方

#### 滋賀県
- 皇子山球場
- 滋賀県立彦根球場
- 高島市今津総合運動公園今津スタジアム
- 龍谷大学瀬田球場
- 草津グリーンスタジアム
- 甲賀市民スタジアム
- 湖東スタジアム

#### 京都府
- 京都市西京極総合運動公園野球場（わかさスタジアム京都）
- 東舞鶴公園野球場（舞鶴球場）
- 太陽が丘野球場
- 伏見桃山城運動公園野球場
- あやべ球場
- 峰山球場（京丹後夢球場）
- 福知山球場
- 宮津球場

#### 奈良県
- 奈良市鴻ノ池球場（ロートスタジアム奈良）
- 大和郡山市営球場 (ならっきー球場)
- 橿原市営球場
- 奈良県立橿原公苑野球場（さとやくスタジアム）

#### 和歌山県
- 和歌山県営紀三井寺野球場
- 和歌山市民球場
- 海南市民球場
- 貴志川スポーツ公園野球場
- 有田市立有田市民球場（マツゲン有田球場）
- 関西電力琴の浦球場
- 御坊市立市民球場
- 白浜球場
- サン・ナンタンランド野球場
- 湯浅なぎの里野球場
- 天満球場
- くろしおスタジアム

#### 大阪府
- 舞洲ベースボールスタジアム（大阪シティ信用金庫スタジアム）
- 大阪市南港中央野球場
- 住之江公園野球場
- 万博記念公園野球場
- 豊中ローズ球場（豊中市豊島公園野球場）
- 久宝寺緑地野球場
- 八尾市立山本球場
- 寝屋川公園野球場（寝屋川第一球場）
- 寝屋川公園第二野球場（寝屋川第二球場）
- 大東市立龍間運動広場（龍間ぐりーんふぃーるど）多目的グラウンド
- パナソニックベースボールスタジアム
- 守口市市民球場
- 萩谷総合公園野球場
- 富田林市立総合スポーツ公園野球場（富田林バファローズスタジアム）
- 泉南市民球場（J:COMサザンスタジアム）
- 大泉緑地野球場
- みなと堺グリーンひろば硬式野球場

#### 兵庫県
- 神戸総合運動公園野球場（ほっともっとフィールド神戸）
- 北神戸田園スポーツ公園野球場（あじさいスタジアム北神戸）
- 赤穂城南公園野球場
- 尼崎市記念公園野球場（ベイコムスタジアム）
- 尼崎市小田南公園軟式野球場
- 伊丹市立伊丹スポーツセンター野球場
- 加古川市日岡山球場
- 春日総合運動公園野球場（春日スタジアム）
- 黒田庄ふれあいスタジアム
- 高砂市野球場
- 多可町加美運動公園野球場
- こうのとりスタジアム
- 西宮市津門中央公園野球場
- 西宮市鳴尾浜臨海公園野球場
- 西脇公園野球場
- 日本製鉄広畑球場
- 姫路市立豊富球場
- 兵庫県立明石公園第一野球場（明石トーカロ球場）
- 兵庫県立但馬ドーム
- 三木市三木山総合運動公園野球場
- 広野野球場
- 加東市グリーンヒル・スタジアム
- 洲本市民球場
- 丹波市立スポーツピアいちじま多目的グラウンド（つかさグループいちじま球場）
- 加西市営加西球場（アラジンスタジアム）
- 兵庫県立三木総合防災公園野球場
- 南光スポーツ公園若鮎ランド野球場
- 淡路佐野球場

### 中国地方

#### 鳥取県
- 米子市民球場（どらドラパーク米子市民球場）
- 鳥取県立布勢総合運動公園野球場（ヤマタスポーツパーク野球場）
- 鳥取市営美保球場
- 倉吉市営野球場
- 倉吉市営関金野球場
- 東郷運動公園野球場
- 南部町営西伯カントリーパーク野球場

#### 島根県
- 松江市営野球場
- 島根県立浜山公園野球場
- 出雲ドーム
- いわみスタジアム
- 浜田市野球場
- 江津市民球場
- 益田市民球場
- 大田市民球場
- 三隅中央公園野球場
- 東出雲中央公園野球場
- 掛合野球場
- 川本町民球場
- 美郷町ふれあい広場野球場
- 旭運動公園野球場
- 瑞穂球場
- 匹見中央公園野球場

#### 山口県
- 下関球場（オーヴィジョンスタジアム下関）
- 周南市野球場（津田恒実メモリアルスタジアム）
- 山口市スポーツの森・西京スタジアム（山口マツダ西京きずなスタジアム）
- 宇部市野球場（ユーピーアールスタジアム）
- 柳井市民球場（ビジコム柳井スタジアム）
- 萩スタジアム
- 防府市スポーツセンター野球場
- 岩国市民球場
- 山陽小野田市野球場
- 愛宕スポーツコンプレックス野球場（キズナスタジアム）

#### 広島県
- 広島県総合グランド野球場（コカ・コーラボトラーズジャパン 広島総合グランド野球場）
- みよし運動公園野球場（三次きんさいスタジアム）
- 呉市二河野球場 (鶴岡一人記念球場)
- 広島県立びんご運動公園野球場（しまなみ球場）
- 福山市民球場（福山市竹ヶ端運動公園野球場）
- ツネイシスタジアム（旧称みろくの里神勝寺球場）
- 三原市民球場 (やまみ三原市民球場)
- 三次市営球場
- 豊平どんぐりスタジアム
- 千代田運動公園野球場
- 御建公園野球場
- 東広島運動公園野球場（東広島アクアスタジアム）
- 佐伯総合スポーツ公園野球場
- 因島運動公園野球場
- 東城中央運動公園野球場
- カーター記念球場
- 上下運動公園野球場
- 因島日立グラウンド
- 福山三菱電機球場

#### 岡山県
- 岡山県倉敷スポーツ公園野球場（マスカットスタジアム）
- 岡山県野球場
- 倉敷市営球場
- 倉敷市水島緑地福田公園野球場
- エイコンスタジアム（美咲町営野球場）
- 中山公園野球場
- 玉島の森運動公園野球場
- 玉野市民総合運動公園野球場（玉原球場）
- 津山スポーツセンター野球場
- かさおか古代の丘スポーツ公園野球場（どんぐり球場）
- 笠岡市営球場
- 井原市営球場
- なりわ運動公園野球場
- 総社市スポーツセンター野球場
- 真備総合公園野球場
- 真庭やまびこスタジアム
- 美咲中央運動公園 野球場

### 四国地方

#### 香川県
- 善通寺市営球場
- 坂出市番の州球場
- 観音寺市総合運動公園野球場
- さぬき市志度総合運動公園野球場
- さぬき市津田総合公園野球場
- 三豊市豊中サン・スポーツランド野球場
- 丸亀市民球場（レクザムボールパーク丸亀）

#### 徳島県
- 徳島県南部健康運動公園野球場（JAアグリあなんスタジアム）
- 徳島県鳴門総合運動公園野球場（オロナミンC球場）
- 阿波球場
- 吉野川運動公園野球場

#### 高知県
- 安芸市営球場（安芸タイガース球場）
- 高知市東部総合運動場野球場（高知市東部野球場）
- 高知県立春野運動公園野球場
- 室戸広域公園野球場（室戸マリン球場）
- 香美市秦山公園野球場（土佐山田スタジアム）
- 四万十市安並運動公園野球場（四万十スタジアム）
- 宿毛市野球場

#### 愛媛県
- 今治市営球場
- 西条市ひうち球場
- 西条市東予運動公園野球場
- 西予市宇和球場
- 宇和島市営丸山球場
- 新居浜市営球場
- 四国中央市浜公園川之江野球場
- 八幡浜・大洲地区運動公園野球場
- 南レク城辺公園野球場
- 伊予市しおさい公園野球場
- いきなスポレク公園・蛙石野球場
- 北条スポーツセンター野球場

### 九州・沖縄地方

#### 大分県
- 大分スポーツ公園野球場（レゾナックスタジアム）
- 別府市民球場（別府稲尾球場）
- 別府市営実相寺球場
- 津久見市総合運動公園市民野球場
- 大貞公園硬式野球場（ダイハツ九州スタジアム）

#### 福岡県
- 福岡市雁の巣レクリエーションセンター野球場
- 福岡市桧原運動公園野球場
- 福岡市西部運動公園野球場
- 今津運動公園野球場
- 福岡市汐井公園野球場
- FITスタジアム　(福岡工業大学塩浜総合グラウンド)
- 北九州市民球場
- 県営春日公園野球場
- 北九州市立大谷球場（新日鐵大谷球場）
- 北九州市立的場池球場
- 北九州市立桃園球場
- 北九州市立門司球場
- 中間仰木彬記念球場（中間市営野球場）
- 福津市総合運動公園野球場
- 久留米市野球場
- 猪位金球場
- 田川市民球場
- 大牟田市延命球場
- 飯塚市営球場
- 県営筑豊緑地野球場
- 小郡市野球場
- 光陵グリーンスタジアム
- 大牟田緑地公園野球場

#### 佐賀県
- 佐賀県立森林公園野球場（みどりの森県営球場）
- 佐賀市立野球場（佐賀ブルースタジアム）
- 鳥栖市民球場
- 唐津市野球場
- 嬉野総合運動公園野球場（嬉野市みゆき球場）
- 江北町営花山球場
- 武雄市民球場（ひぜしんスタジアム）

#### 長崎県
- 長崎県営野球場（長崎ビッグNスタジアム）
- 長崎市総合運動公園かきどまり野球場
- 三菱重工業長崎造船所スポーツセンター野球場
- 諫早市第1野球場
- 大村市営野球場
- 千鳥越球場
- 島原市営球場
- 平戸赤坂球場
- 五島市中央公園野球場
- 松浦市野球場
- 佐世保野球場

#### 熊本県
- 熊本市水前寺野球場
- 山鹿市民球場
- 県営八代運動公園野球場
- 八代市民球場
- 人吉市農村運動広場野球場（川上哲治記念球場）
- 広瀬公園野球場（長嶋茂雄球場）

#### 宮崎県
- 宮崎県総合運動公園硬式野球場（ひなたサンマリンスタジアム宮崎）
- 宮崎県総合運動公園第二硬式野球場（ひむかスタジアム）
- 宮崎市生目の杜運動公園アイビースタジアム
- 宮崎市営久峰野球場
- 延岡市西階野球場
- 日向市お倉ヶ浜総合公園野球場（メディキットスタジアム）
- 宮崎市清武総合運動公園野球場（SOKKENスタジアム)
- 日南市天福球場
- 日南総合運動公園野球場（東光寺球場）
- 南郷町中央公園野球場（南郷スタジアム）
- 串間市営野球場
- 都城運動公園野球場
- 高鍋町営野球場
- 門川海浜総合公園野球場

#### 鹿児島県
- 鹿児島県立鴨池野球場（平和リース球場）
- 鴨池市民球場
- 薩摩川内市総合運動公園野球場
- 姶良市総合運動公園野球場
- 日置市湯之元球場
- 出水市野球場
- 指宿市営球場
- 鹿屋市平和公園野球場
- 奄美市名瀬運動公園市民球場
- 南九州市知覧平和公園野球場
- 南さつま市加世田運動公園野球場

#### 沖縄県
- 那覇市営奥武山野球場（沖縄セルラースタジアム那覇）
- くにがみ球場（かいぎんスタジアムくにがみ）
- 名護市営球場（タピックスタジアム名護）
- 宜野座村野球場（バイトするならエントリー宜野座スタジアム）
- 北谷公園野球場
- 読谷平和の森球場
- 恩納村立赤間運動公園野球場（ONNA赤間ボール・パーク）
- 金武町ベースボールスタジアム
- 宜野湾市立野球場（ユニオンですからスタジアム宜野湾）
- 嘉手納町営球場
- 南城市営新開球場
- 東風平運動公園野球場
- 糸満市西崎球場
- 浦添市民球場（ANA BALL PARK 浦添）
- うるま市石川野球場（エナジックスタジアム石川）
- うるま市具志川野球場
- 沖縄市野球場（コザしんきんスタジアム）
- 久米島野球場
- 久米島町営仲里野球場
- 宮古島市民球場
- 宮古島市城辺野球場
- 石垣市営球場
- 伊江村総合運動公園野球場

## 現存しない野球場
- 中島球場（現:北海道立文学館立地）
- 秋田県立球場（現:秋田県立武道館立地）
- 東仙台球場（JT球場、現:せんだい 宮の杜敷地内）
- 八木山球場（現:仙台市八木山動物公園敷地内）
- 東北電力名取スポーツパーク愛島球場
- 宇都宮常設球場（現:宇都宮市立宮の原小学校立地）
- 分福球場（現:関東学園大学附属高等学校分福総合グラウンド立地）
- 西武第三球場（2004年春季閉鎖、駐車場に）
- 谷津球場
- 千葉公園野球場（2020年3月をもって閉鎖）
- 後楽園球場
- 芝浦球場
- 羽田球場
- 戸塚球場
- 東京スタジアム（現:荒川総合スポーツセンター及び南千住警察署立地）
- 田園コロシアム
- 上井草球場
- 洲崎球場
- 駒澤野球場
- 芝浦球場
- 和泉球場
- 東京生命球場（日本女子野球連盟が使用）
- 武蔵野グリーンパーク野球場
- 慶應義塾新田運動場
- 横浜公園平和野球場（現:横浜スタジアム立地）
- 保土ヶ谷大洋球場（現:横浜FC東戸塚フットボールパーク in 横浜スポーツマンクラブ立地）
- 蒔田公園野球場
- 横浜DeNAベイスターズ総合練習場
- 川崎球場（現:川崎富士見球技場〈富士通スタジアム川崎〉立地）
- 伊東スタジアム
- JR東海八事球場（山本球場、国鉄八事球場）
- 鳴海球場（現:名鉄自動車学校立地）
- 大須球場（現:名古屋スポーツセンター立地）
- 大幸球場
- エンゼル球場
- 岐阜県営野球場
- 各務原運動場
- 新潟市小針野球場
- 栃尾鉄道悠久山野球場
- 長野市営城山球場
- 石川県営兼六園野球場（現:北陸電力会館 本多の森ホール立地）
- 福井市野球場（現:福井市東公園立地）
- 滋賀球場
- 衣笠球場（現:立命館大学衣笠キャンパス敷地内）
- 美吉野運動競技場
- 和歌山県営向ノ芝野球場（現:和歌山県立体育館立地）
- 日本生命球場（日生球場、現:もりのみやキューズモールBASE立地）
- 大阪スタヂアム（大阪球場、現:なんばパークス立地）
- 豊中グラウンド
- 京阪グラウンド（寝屋川球場）
- 藤井寺球場（旧大阪近鉄バファローズ本拠地、球団合併に伴い閉鎖。現:四天王寺小学校・四天王寺東中学校・高等学校及びグランスイート藤井寺立地）
- 中百舌鳥球場（中モズ球場）
- みなと堺野球場
- 堺大浜球場
- 堺浜野球場
- 宝塚球場
- 鳴尾球場
- 阪神浜田球場
- 阪急西宮スタジアム（旧阪急西宮球場、現:阪急西宮ガーデンズ立地）
- 神戸市民運動場野球場
- 加古川市野口球場（旧神戸製鋼加古川球場、現:シスメックス アイスクエア立地）
- IHI相生球場
- 米子市営湊山球場
- 徳山市営毛利球場（現:周南市文化会館及び山口放送立地）
- 下関市営球場（現:下関市立市民病院立地）
- 防府市設野球場（現:防府競輪場駐車場立地）
- 萩市民球場（現:萩市中央公園立地）
- 広島市民球場 (初代)
- 高松市立中央球場（現:高松市立中央公園敷地内）
- 丸亀市城内グラウンド
- 松山市営球場
- 大分県立春日浦野球場（現:フレスポ春日浦立地）
- 平和台野球場
- 香椎球場
- 春日原球場
- 小倉豊楽園球場
- 小倉到津球場（現:アクロスプラザいとうづ立地）
- 門司市営老松球場
- 久留米ブリヂストン球場
- 佐賀球場
- 祐徳国際グラウンド（現：祐徳稲荷神社駐車場）
- 杵島炭鉱グラウンド
- 長崎市営大橋球場（現:長崎県営野球場立地）
- 諫早球場
- 宮崎県営野球場

## 日本プロ野球以外での全国の主なドーム球場
ドーム球場についてはこちらを参照
「日本のドーム球場一覧」